# イェーツ郡 (ニューヨーク州)
イェーツ郡（英: Yates County）は、アメリカ合衆国ニューヨーク州の西部に位置する郡である。2010年国勢調査での人口は25,348人であり、2000年の24,621 人から3.0%増加した。郡庁所在地はペンヤン村（人口5,159人）であり、同郡で人口最大の自治体でもある。郡名はイェーツ郡創設の法案に署名したニューヨーク州知事ジョセフ・C・イェーツに因んで名付けられた。
イェーツ郡は2013年に公式にロチェスター大都市圏に加えられた。

## 歴史
1683年にニューヨーク植民地で郡が作られたとき、現在のイェーツ郡地域はオールバニ郡に属していた。これは巨大な郡であり、ニューヨーク州北部とバーモント州の全てを含んでおり、さらに理論的には西の太平洋岸まで広がっていた。1766年7月3日に、カンバーランド郡を分離し、1770年3月16日にグロスター郡を分離したが、どちらも現在はバーモント州に含まれている。
1772年3月12日、オールバニ郡の残りが3つに分割され、1つはオールバニ郡の名前で残った。1つは西部に作られたトライアン郡だった。トライアン郡の東部境界は現在のスケネクタディ市の西約5マイル (8 km) にあり、アディロンダック山地の西側と、デラウェア川西支流より西の領域を含んでいた。トライオン郡に指定された地域には現在のニューヨーク州37郡が入っている。ニューヨーク植民地総督のウィリアム・トライアンに因んで名付けられた。
1776年に先立つ年に、トライアン郡のロイヤリストは大半がカナダに逃亡した。1784年、アメリカ独立戦争を終わらせた条約締結に続いて、トライアン郡はモンゴメリー郡に改名された。これは独立戦争時の将軍リチャード・モントゴメリーに因む命名だった。モントゴメリーはカナダで数か所を占領した後、ケベック市攻略中に戦死した。憎まれたイギリスの総督に代わる命名だった。
1789年1月27日、当時10,480平方マイル (27,140 km2) あったモンゴメリー郡から、オンタリオ郡が分離した。このときのオンタリオ郡は現在の領域よりもかなり広かった。現在のアリゲイニー郡、カタラウガス郡、シャトークア郡、エリー郡、ジェネシー郡、モンロー郡、ナイアガラ郡、オーリンズ郡、スチューベン郡、ワイオミング郡、イェーツ郡の全体と、スカイラー郡、ウェイン郡の一部が含まれていた。
1796年3月18日、オンタリオ郡からスチューベン郡設立のために1,800平方マイル (4,700 km2) が分離した。
1801年4月3日、オンタリオ郡はカユガ郡と領域を交換し、実質的に190平方マイル (490 km2) を減らした。
1802年3月30日、オンタリオ郡からジェネシー郡が分離し、6,540平方マイル (16,940 km2) を減らした。この時のジェネシー郡には、現在のアリゲイニー郡、カタラウガス郡、シャトークア郡、エリー郡、ナイアガラ郡、オーリンズ郡、ワイオミング郡の全体と、リビングストン郡、モンロー郡の一部が含まれていた。
1821年、リビングストン郡とモンロー郡がジェネシー郡とオンタリオ郡の一部を合わせて設立された。
1823年2月5日、イェーツ郡がオンタリオ郡から310平方マイル (800 km2) を分離して設立された。その領域にはバインバレー、ミドルセックス、ペンヤン、ドレスデンの町が含まれていた。
1826年1月1日、スチューベン郡の一部60平方マイル (160 km2) を分離して、イェーツ郡に付加された。その領域にはスターキー、ダンディ、レイクモントの町が含まれた。
1828年4月15日、イェーツ郡から10平方マイル (26 km2) を分離し、セネカ郡とトンプキンス郡に渡された。その大半は森林だった。
1860年3月17日、オンタリオ郡がイェーツ郡からの土地譲渡を承認されたが、実行されることは無かった。
.
1946年4月18日、スカイラー郡とセネカ郡から10平方マイル (26 km2) を取得し、現在の領域が確定した。

## 地理
イェーツ郡はニューヨーク州西部にあり、イサカ市の北西、ロチェスター市の南東に位置している。フィンガーレイクス地域に入っている。アメリカ合衆国国勢調査局に拠れば、郡域全面積は376平方マイル (970 km2)であり、このうち陸地338平方マイル (880 km2)、水域は38平方マイル (98 km2)で水域率は9.99%である。

### 交通

#### 空港
- ペンヤン空港 (PEO)、郡内の主要空港、ペンヤン南の丘陵にある

#### 主要高規格道路
- ニューヨーク州道14号線
- ニューヨーク州道14A号線
- ニューヨーク州道54号線
- ニューヨーク州道54A号線
- ニューヨーク州道245号線
- ニューヨーク州道364号線

### 隣接する郡
- オンタリオ郡 - 北、西
- セネカ郡 - 東
- スカイラー郡 - 南
- スチューベン郡 - 南西

## 人口動態
以下は2000年国勢調査による人口統計データである。
| 基礎データ - 人口: 24,621 人 - 世帯数: 9,029 世帯 - 家族数: 6,284 家族 - 人口密度: 28人/km2（73人/mi2） - 住居数: 12,064 軒 - 住居密度: 14軒/km2（36軒/mi2） 人種別人口構成 - 白人: 97.90% - アフリカン・アメリカン: 0.56% - ネイティブ・アメリカン: 0.15% - アジア人: 0.28% - 太平洋諸島系: 0.02% - その他の人種: 0.36% - 混血: 0.74% - ヒスパニック・ラテン系: 0.93% 先祖による構成 - イギリス系：21.3% - ドイツ系：16.5% - アイルランド系：11.4% - アメリカ人：10.7% - デンマーク系：5.3% - イタリア系：5.3% 言語による構成 - ペンシルベニアドイツ語：5.46% - スペイン語：1.54% | 年齢別人口構成 - 18歳未満: 26.7% - 18-24歳: 9.3% - 25-44歳: 24.7% - 45-64歳: 23.9% - 65歳以上: 15.5% - 年齢の中央値: 38歳 - 性比（女性100人あたり男性の人口） - 総人口: 95.3 - 18歳以上: 91.3 世帯と家族（対世帯数） - 18歳未満の子供がいる: 31.5% - 結婚・同居している夫婦: 56.0% - 未婚・離婚・死別女性が世帯主: 9.4% - 非家族世帯: 30.4% - 単身世帯: 24.6% - 65歳以上の老人1人暮らし: 11.6% - 平均構成人数 - 世帯: 2.59人 - 家族: 3.08人 収入と家計 - 収入の中央値 - 世帯: 34,640米ドル - 家族: 40,681米ドル - 性別 - 男性: 29,671米ドル - 女性: 21,566米ドル - 人口1人あたり収入: 16,781米ドル - 貧困線以下 - 対人口: 13.1% - 対家族数: 8.9% - 18歳未満: 20.9% - 65歳以上: 7.1% |

## 町と村

### 町
- バーリントン
- ベントン
- イタリー
- ジェルサレム
- ミドルセックス
- ミロ
- ポッター
- スターキー
- トーリー

### 村とハムレット
- ベローナ（ハムレット）
- ブランチポート（ハムレット）
- ドレスデン村
- グレノラ（ハムレット）
- ダンディ村
- レイクモント（ハムレット）
- ペンヤン村 - 郡庁所在地
- ラッシュビル村

## 教育
- ケウカ・カレッジ